# Successione di Mian-Chowla
In teoria dei numeri, la successione di Mian-Chowla è una sequenza ricorsiva di numeri interi definita in modo tale che le somme a due a due dei termini precedenti ad uno dato siano tutte distinte. È stata ideata dai matematici Abdul Majid Mian e Sarvadaman Chowla.
I primi numeri della successione di Mian-Chowla sono: 1, 2, 4, 8, 13, 21, 31, 45, 66, 81, 97, 123, 148, 182, 204, 252, 290, 361, 401, 475, 565, 593, 662, 775, 822, 916, 970.

## Definizione e proprietà
La successione inizia con
{\displaystyle a_{1}=1} .
Poi per tutti gli {\displaystyle n>1}, {\displaystyle a_{n}} è il più piccolo intero tale che tutte le somme
{\displaystyle a_{i}+a_{j}},
dove {\displaystyle i} e {\displaystyle j} sono due interi qualsiasi minori o uguali ad {\displaystyle n} (anche coincidenti), abbiano valori distinti. Non contano le coppie ottenibili mediante proprietà commutativa.
 
Inizialmente, con {\displaystyle a_{1}}, c'è solo una somma di due termini, 1+1=2. Il termine successivo è {\displaystyle a_{2}=2}, dato che le somme a due a due di {1; 2} sono tutte distinte (1+1=2, 1+2=3 e 2+2=4). Proseguendo, {\displaystyle a_{3}} non può essere 3 per via delle somme coincidenti 1+3=2+2=4. {\displaystyle a_{3}} vale invece 4, e le somme a due a due sono 2, 3, 4, 5, 6 e 8.
Il limite della sommatoria degli inversi dei numeri della successione di Mian-Chowla, ossia
{\displaystyle \sum _{i=1}^{\infty }{\frac {1}{a_{i}}}},
è compreso tra 2,158452685 e 2,15846062, rendendo la successione uno degli insiemi di Sidon con la sommatoria dei reciproci più alta.

## Varianti
Assumendo, invece di {\displaystyle a_{1}=1}, {\displaystyle a_{1}=0}, si ottiene una sequenza analoga in cui ogni termine è minore di 1 rispetto al corrispettivo dell'altra sequenza. I suoi primi termini sono: 0, 1, 3, 7, 12, 20, 30, 44, 65, 80, 96, 122.